# Singenita
La singenita és un mineral de la classe dels sulfats. Rep el seu nom del grec συγγευής, relacionat, per la seva semblança química amb la polihalita.

## Característiques
La singenita és un sulfat de fórmula química K₂Ca(SO₄)₂(H₂O). Cristal·litza en el sistema monoclínic. La seva duresa a l'escala de Mohs és 2,5.
Segons la classificació de Nickel-Strunz, la singenita pertany a «07.CD - Sulfats (selenats, etc.) sense anions addicionals, amb H₂O, amb cations grans només» juntament amb els següents minerals: matteuccita, mirabilita, lecontita, hidroglauberita, eugsterita, görgeyita, koktaïta, guix, bassanita, zircosulfat, schieffelinita, montanita i omongwaïta.

## Formació i jaciments
Va ser descoberta l'any 1872 al dipòsit de sal de Kalusa, a l'óblast d'Ivano-Frankivsk, Ucraïna.